# Paul Sandby

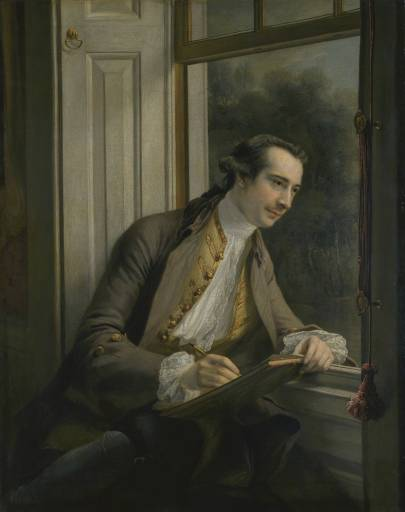
Paul Sandby von Francis Cotes, 1761. Tate Britain

Paul Sandby RA (getauft 1731 in Nottingham; † 9. November 1809 in London) war ein englischer Landschaftsmaler, Aquarellist, Kupferstecher und Mitbegründer der Royal Academy of Arts. Er gilt als einer der Pioniere der englischen Aquarellmalerei und war maßgeblich an der Entwicklung der Aquatinta-Technik beteiligt.

## Leben
Paul Sandby wurde 1730 oder 1731 in Nottingham geboren. Auch sein älterer Bruder Thomas Sandby war Künstler und Architekt. Nach dem Tod ihres Vaters zogen die Brüder 1742 nach London. Dort begann Paul Sandby seine Karriere als Zeichner im Ordnance Drawing Room des Tower of London. Zwischen 1747 und 1751 arbeitete er als leitender Zeichner an der militärischen Vermessung Schottlands, die nach dem Jakobitenaufstand von 1745 durchgeführt wurde. In dieser Zeit entstanden zahlreiche topographische Zeichnungen und Karten.
Nach seiner Rückkehr nach England ließ sich Paul Sandby in Windsor nieder, wo sein Bruder als Hilfsförster im Windsor Great Park arbeitete. Hier begann er, Landschaften und Alltagsszenen zu zeichnen und zu malen. 1757 heiratete er Anne Stogden. Ab 1760 stellte er regelmäßig in der Society of Artists aus und wurde 1765 zu einem der Direktoren ernannt.
1768 wurde Paul Sandby zum ersten Zeichenlehrer der königlichen Militärakademie in Woolwich ernannt, eine Position, die er bis 1799 innehatte. Im selben Jahr gehörte er zu den 28 Gründungsmitgliedern der Royal Academy of Arts. Bis zu seinem Tod stellte er dort fast jedes Jahr aus. Paul Sandby starb am 7. November 1809 in seinem Haus in Paddington, London, und wurde auf dem St George’s Friedhof am Hanover Square beigesetzt.

## Werk

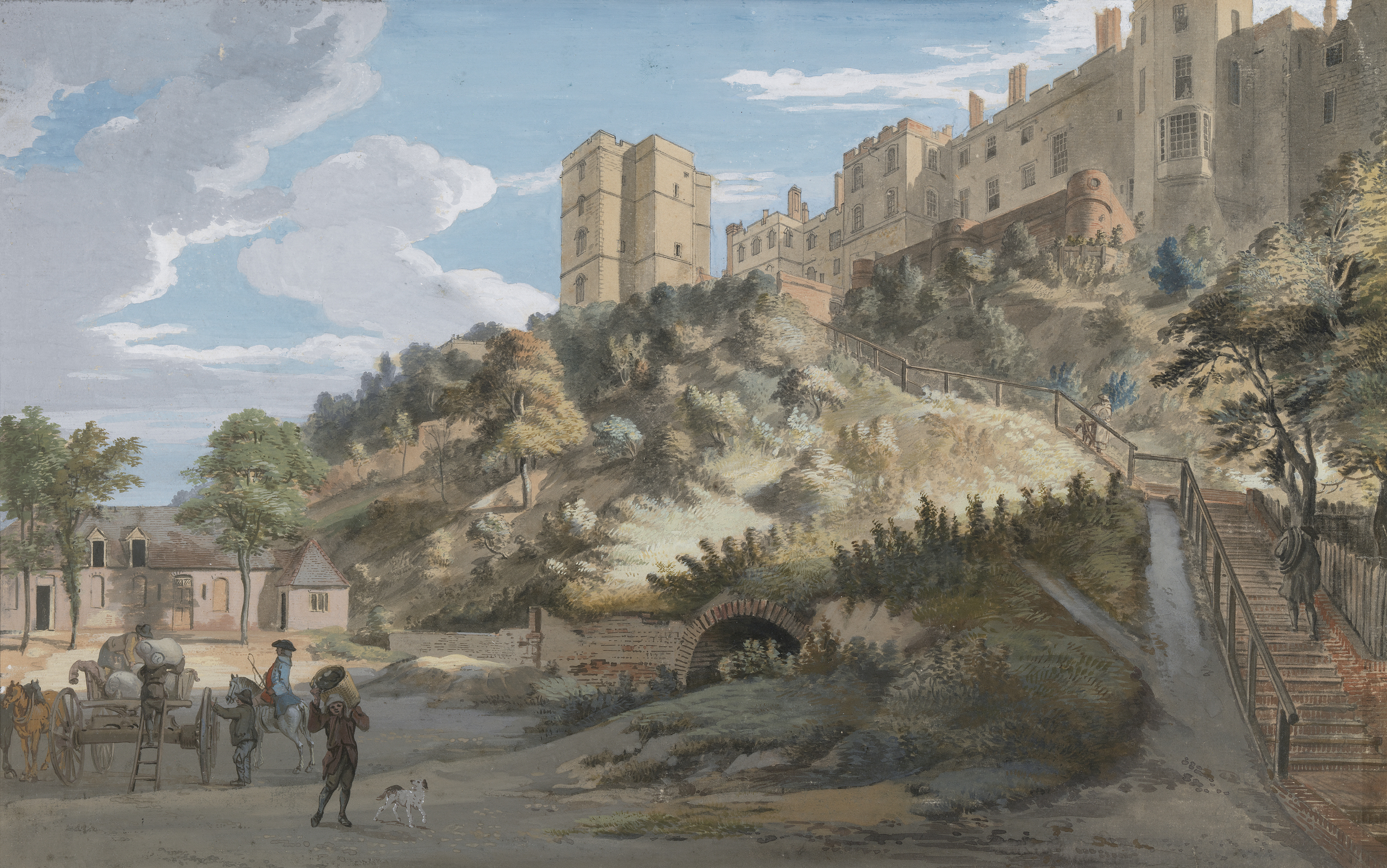
Paul Sandby: The Hundred Steps and Winchester Tower, Windsor Castle. National Gallery of Ireland

Paul Sandby war ein vielseitiger Künstler, der sowohl in der Malerei als auch in der Druckgrafik tätig war. Er gilt als einer der Begründer der englischen Aquarellmalerei und wurde von Zeitgenossen wie Thomas Gainsborough für seine realistischen Landschaftsdarstellungen geschätzt. Neben seinen Landschaftsbildern schuf Sandby auch satirische Radierungen, in denen er unter anderem William Hogarth karikierte. Er war auch ein Pionier der Aquatinta-Technik, die er in England einführte und weiterentwickelte. Diese Technik ermöglichte es ihm, die Tonwerte seiner Aquarelle in die Druckgrafik zu übertragen.
Paul Sandby unternahm zahlreiche Reisen durch Großbritannien und Irland, auf denen er Skizzen von Landschaften, Gebäuden und Alltagsszenen anfertigte. Besonders bekannt sind seine Serien von Ansichten aus Wales, die er in den 1770er und 1780er Jahren veröffentlichte. Seine Werke zeichnen sich durch eine genaue Beobachtungsgabe und einen Sinn für das Alltägliche aus. Häufig stellte er einfache Menschen wie Bauern, Soldaten oder Diener in ihrer natürlichen Umgebung dar. Diese Darstellungen trugen dazu bei, das Genre der Landschaftsmalerei in England aufzuwerten und populär zu machen.